# Sperrstelle Gebenstorf

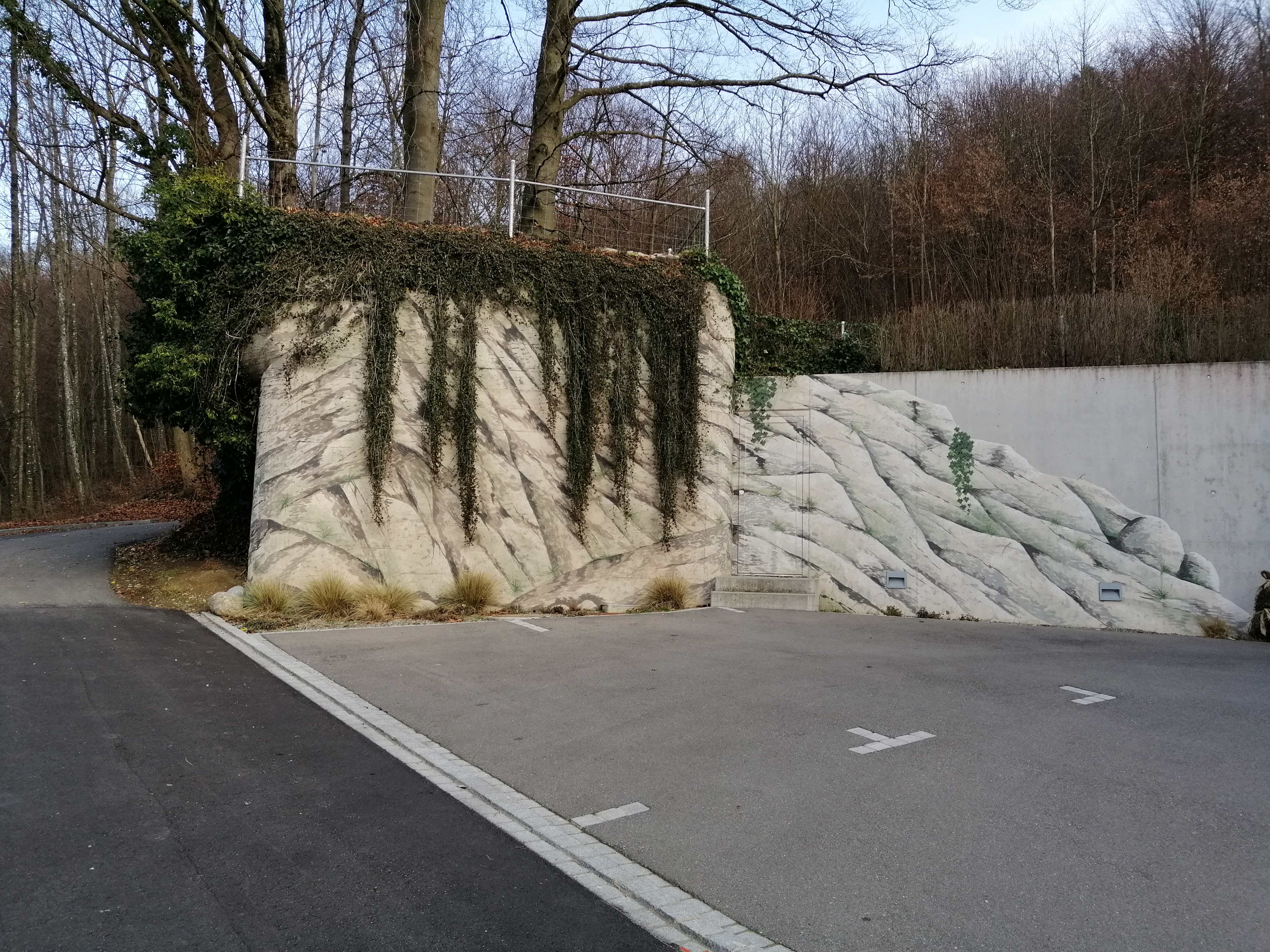
Mg-Bunker «Julia»

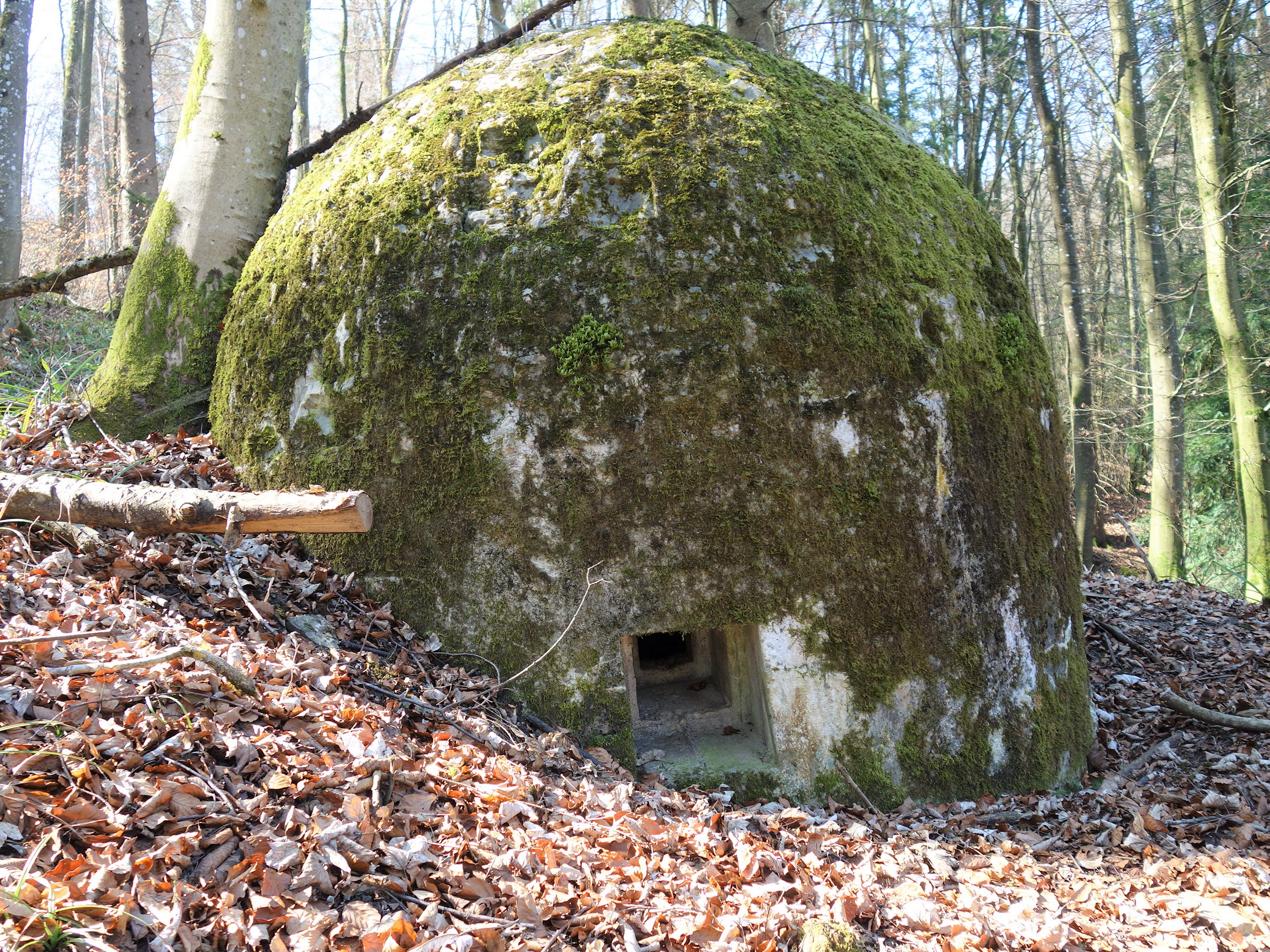
Lmg-Stand Obere Ruschenbach A 4072

Die Sperrstelle Gebenstorf war eine im Zweiten Weltkrieg von 1939 bis 1940 errichtete Sperre der Schweizer Armee, um einen gegnerischen Vorstoss in das Reusstal Richtung Gotthard zu verhindern.
Gebenstorf war nach der Sperrstelle Urdorf die wichtigste Sperrstelle («passage obligé» der Reusstalachse) der Limmatstellung. Gebenstorf-Nord gilt als Sperrstelle von nationaler Bedeutung und Gebenstorf-Ost von regionaler Bedeutung.

## Geschichte
Einen Monat nach Beginn des Zweiten Weltkriegs befahl General Guisan mit dem «Operationsbefehl Nr. 2» am 4. Oktober 1939 den Armeeaufmarsch aus der Bereitschaftsstellung in die Limmatstellung. Mit der Verbindung Sargans – Walensee – Zürichsee – Limmat – Bözberg – Hauenstein wurde sie zur ersten Verteidigungslinie der Schweizer Armee bei einem Angriff aus dem Norden. Diese wurde ab 27. September 1939 inklusive der Sperrstelle Gebenstorf befestigt.
Das Engnis am nördlichen Dorfrand von Gebenstorf zwischen Reussinsel und dem Gebenstorfer Horn galt als schwacher Flügel des 3. Armeekorps. Einheiten der 8. Division befestigten das Engnis von 1939 bis 1940 mit einer Tanksperre und einer Bunkerlinie. Das südliche Aare- und Reussufer wurde mit fünf Bunkern sowie Sprengobjekten in den Eisenbahn- und Strassenbrücken über beiden Flüsse gesichert. Die Sperre Gebenstorf-Nord schloss sich an die Befestigungsanlagen im Raum Gebenstorfer Horn (Sperre Gebenstorf-Ost) an.
Nach dem Fall Frankreichs Ende Juni 1940 befahl die Armeeleitung die Einstellung fast aller Befestigungsarbeiten, da die Limmatstellung ihre Bedeutung vorerst verloren und der General den Rückzug des Gros der Armee ins Reduit beschlossen hatte.
Vom Herbst 1940 bis 1943 waren in Gebenstorf 250 polnische Soldaten interniert, die beim Westfeldzug in die Schweiz abgedrängt wurden. Sie wurden beim Strassenbau und der Anbauschlacht beschäftigt. Vom einstigen Polenlager sind nur noch das Arrestlokal Steigstrasse und Grabmäler auf dem Friedhof übrig geblieben.
Während des Kalten Krieges wurde die Sperrstelle verstärkt und modernisiert. Sie gehörte zum Einsatzraum der Felddivision 5.

## Sperrstelle Gebenstorf
- Infanteriebunker Vogelsang A 4076 ⊙
- Infanteriebunker Vogelsangstrasse A 4077 ⊙
- Infanteriebunker Reussinsel-Nord A 4078⊙
- Infanteriebunker Reuss-Insel Süd 1 A 4079  Mg, Beobachter, runde Gewehrgalerie[5] ⊙
- Infanteriebunker Reuss-Insel Süd 2 A 4080 Ik, Mg, Beobachter  ⊙
- Mg-Bunker «Julia» Sand ⊙
- Mg-Bunker Sand A 4085 ⊙
- Infanteriebunker Schächlistrasse  ⊙
- Handgranaten-Wurfstand Winterhalde A 4092   ⊙
- Infanteriebunker/Beobachter «Bobbi» Unter dem Horn  A 4093    ⊙
- Gitterturm Artilleriebeobachter A 4094 mit Unterstand, Hornebni  ⊙
- Unterkunftskaverne A 4097 für 120 Mann ⊙

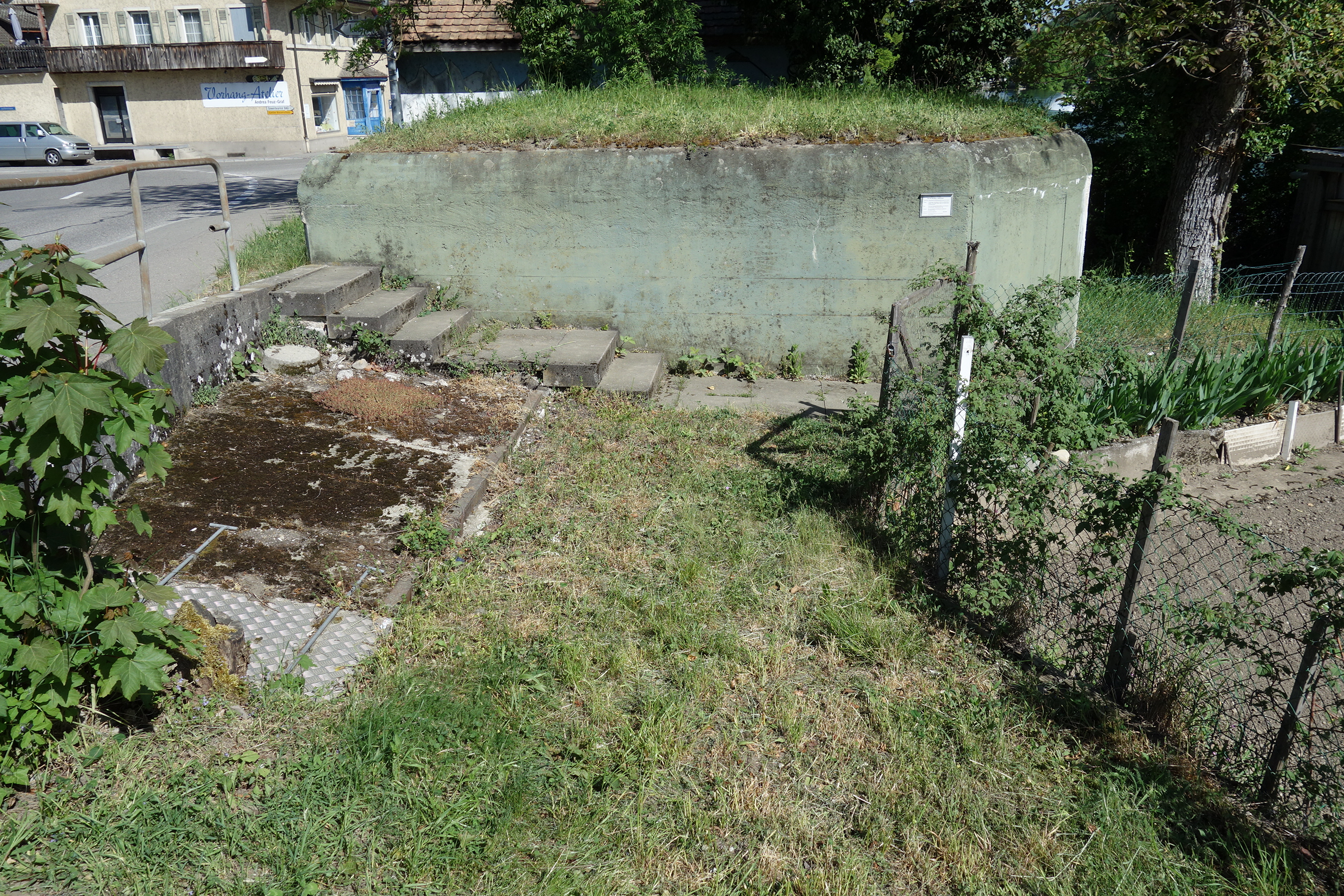
Infanteriebunker Vogelsang A 4076
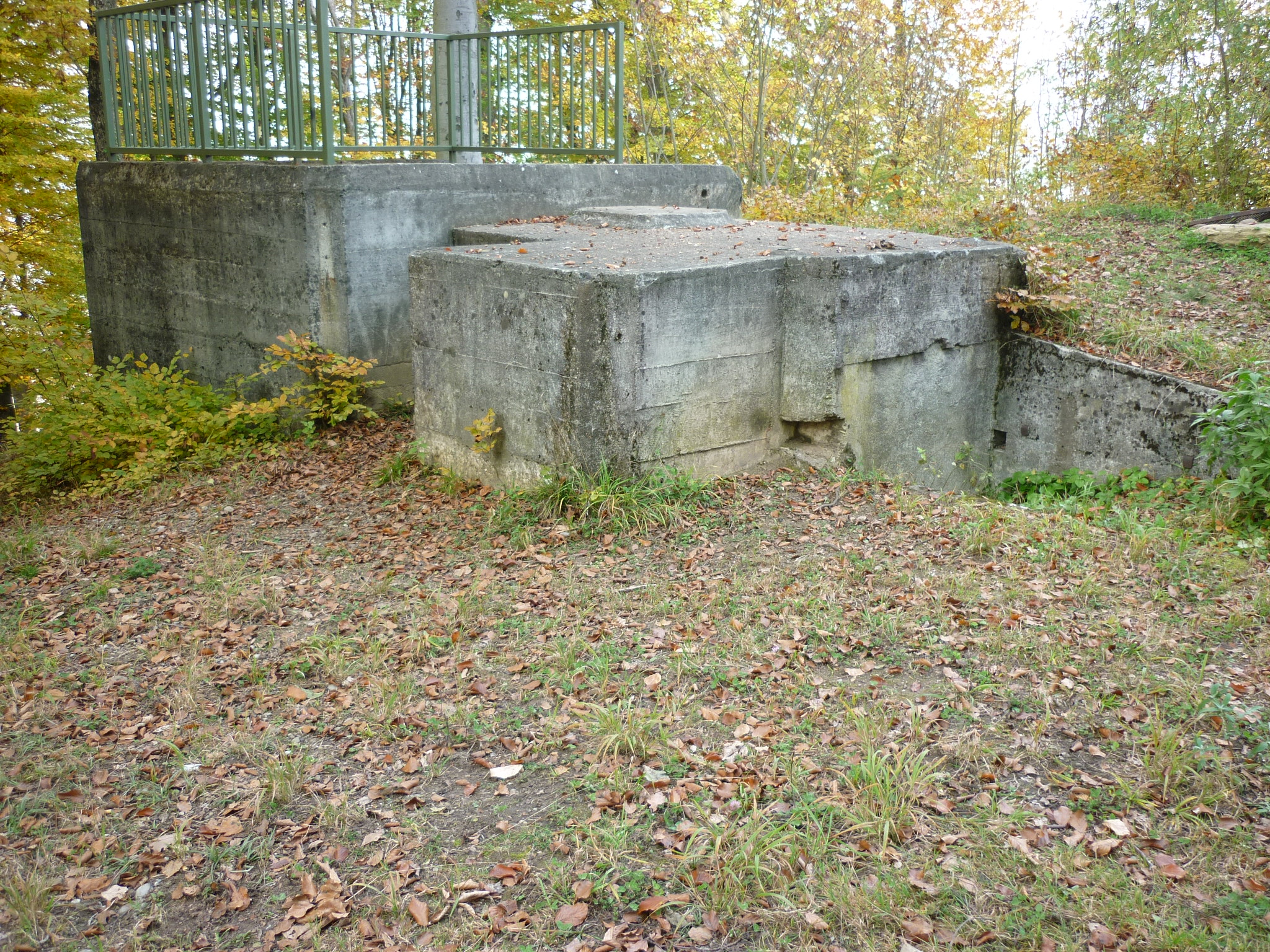
Infanteriebunker «Bobbi» Gebenstorfer Horn A 4093
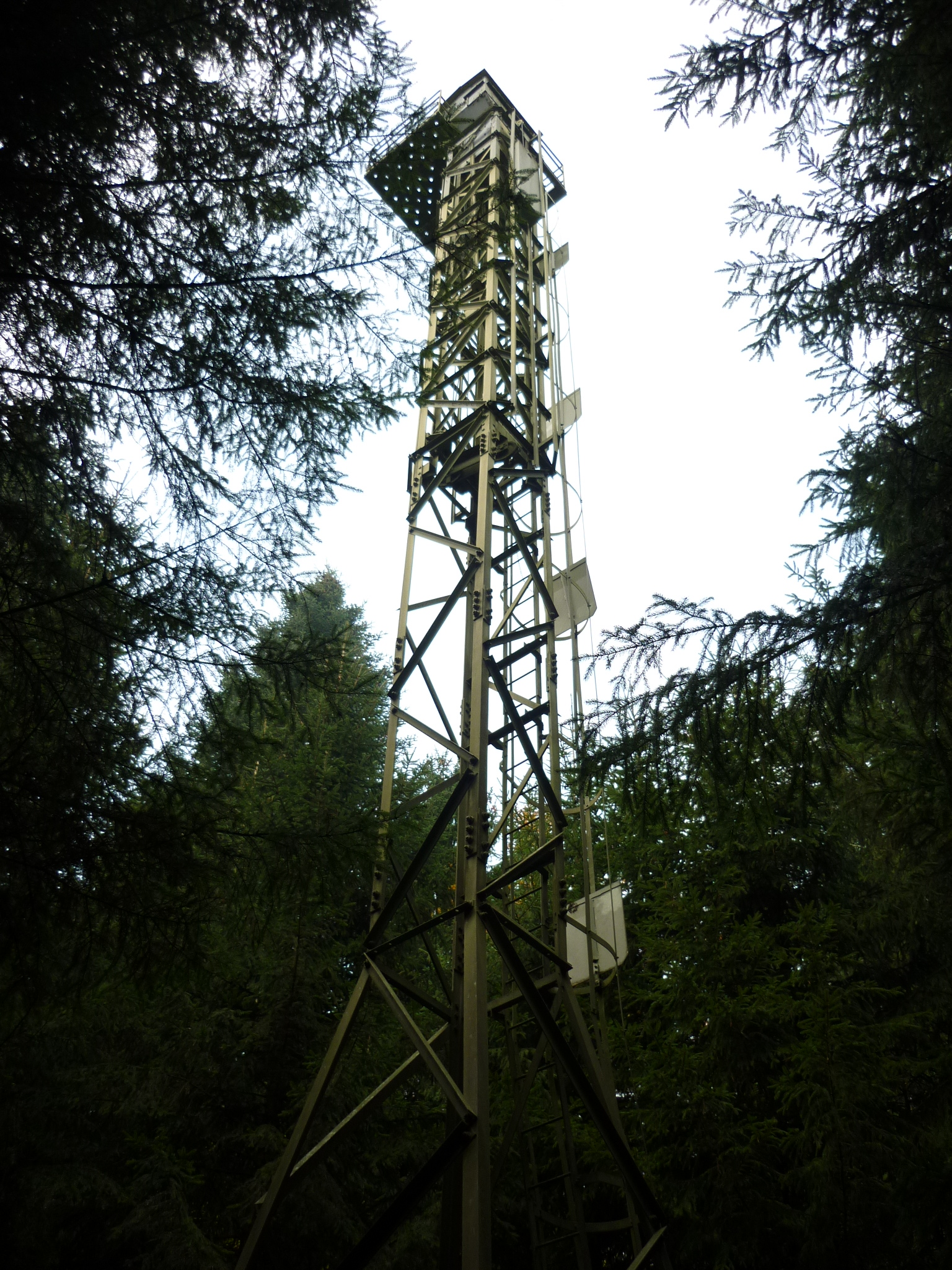
Beobachterturm Gebenstorfer Horn A 4094
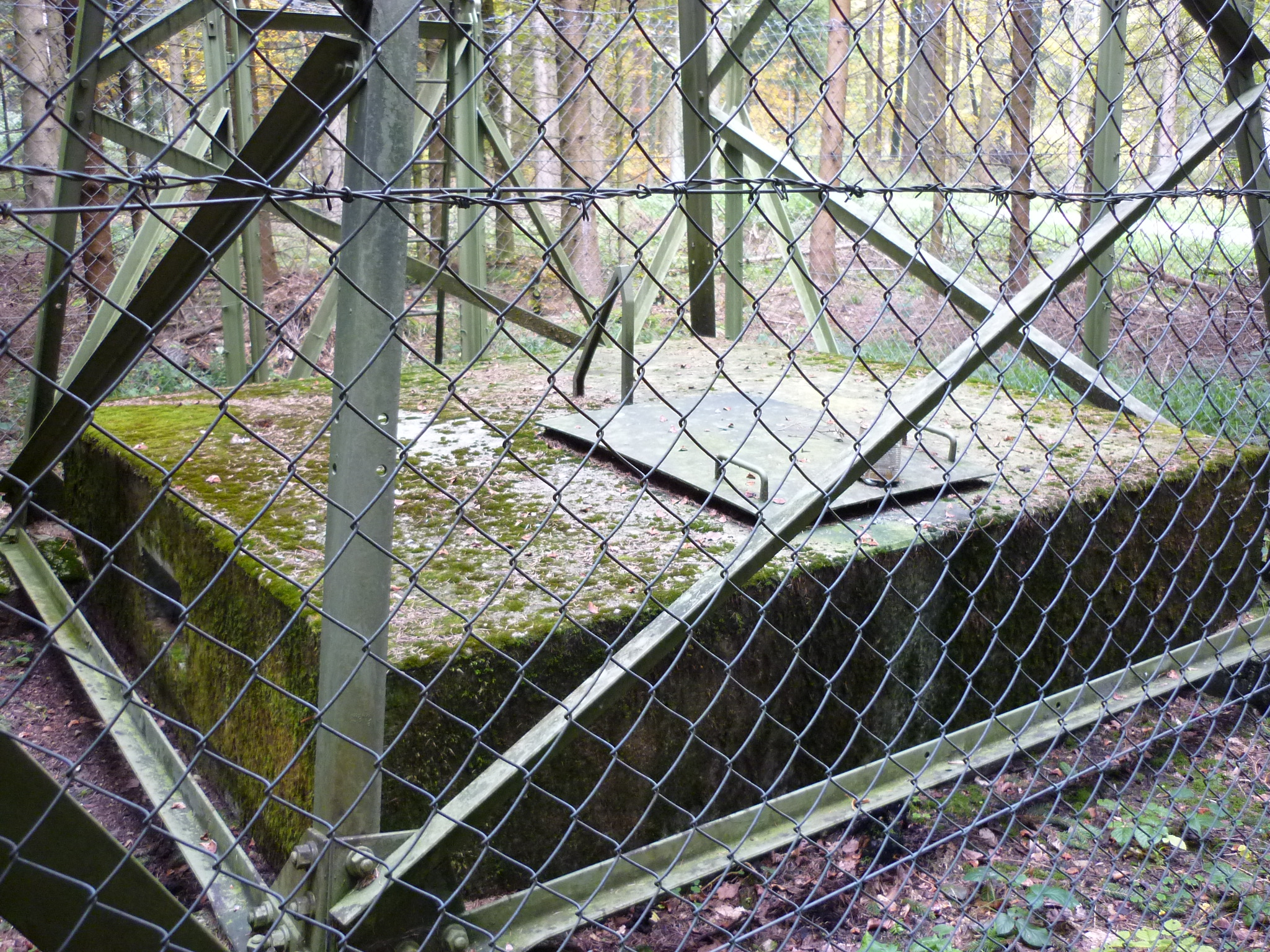
Unterstand Gebenstorfer Horn

- Infanteriebunker Rieden-Nord A 4101, Ik, Beobachter, 12 Mann  ⊙
- Infanteriebunker Rieden-Süd A 4102   ⊙
- Infanteriebunker Birchmatten A 4103 Ik, Mg, Beobachter ⊙
- Unterstand Birchhölzli A 4104  ⊙
- Beobachter Birchmatten A 4105  (Sch Mot Kan Bttr 116)  ⊙
- Pak-Garage Brunnacker A 4110   ⊙
- Unterstand Steig A 4111  ⊙
- Pak-Garage Steig/Eichhözli A 4112    ⊙
- Pak-Garage Eichhölzli A 4114 Birmenstorf ⊙
- Unterstand Stettberg A 4115 Birmenstorf ⊙
- Unterstand Bolleren A 4117 ⊙
- Kommandoposten Gebirgsinfanterieregiment 19 Eichhölzli ⊙
- Artilleriebeobachter Erli ⊙
- Tanksperre GPH Gebenstorf-Nord 1940, Verstärkung 1944 ⊙
- Tanksperre 1944 mit zwei Unterständen ⊙[6]

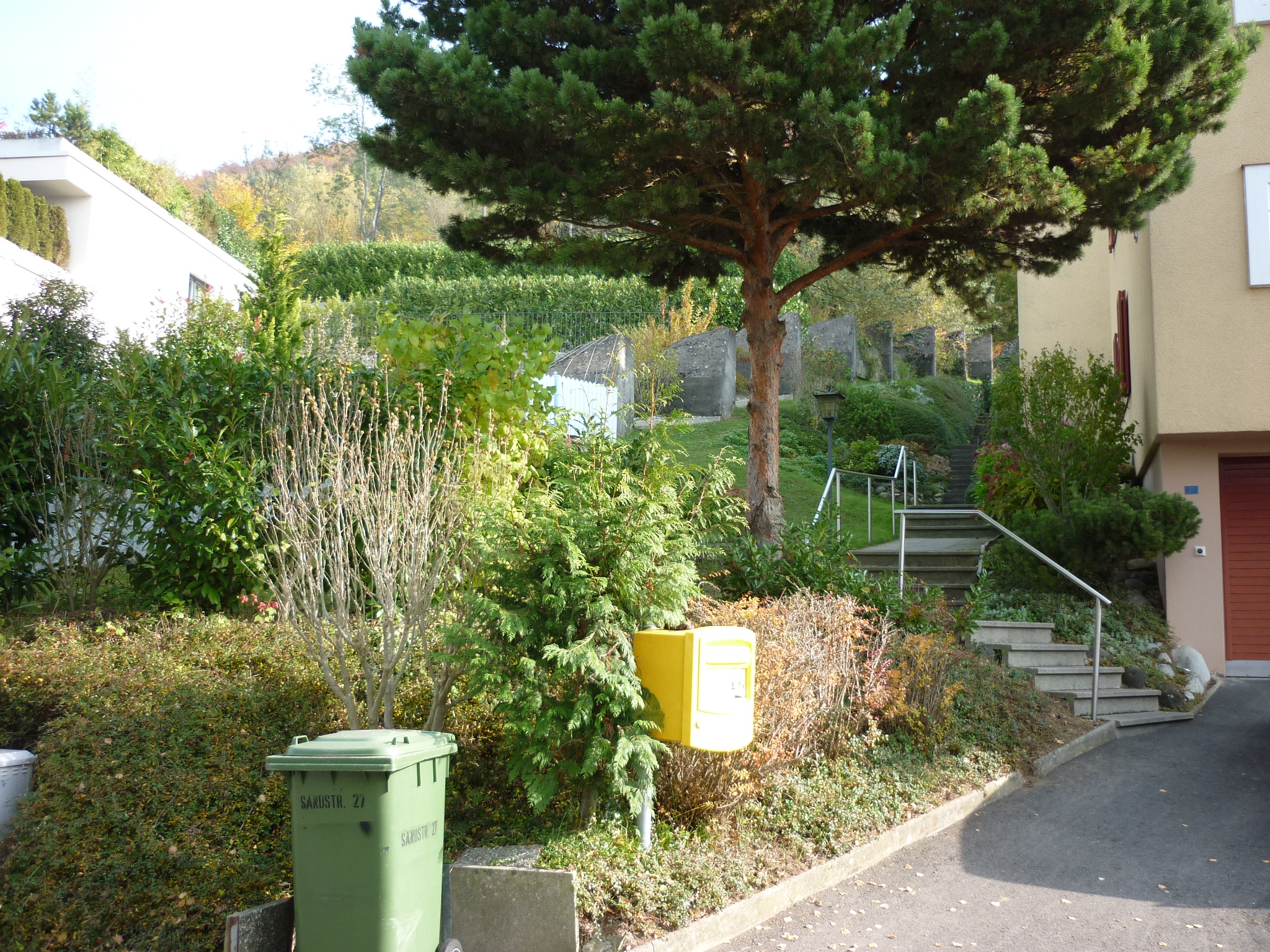
Tanksperre GPH Gebenstorf-Nord 1940/44
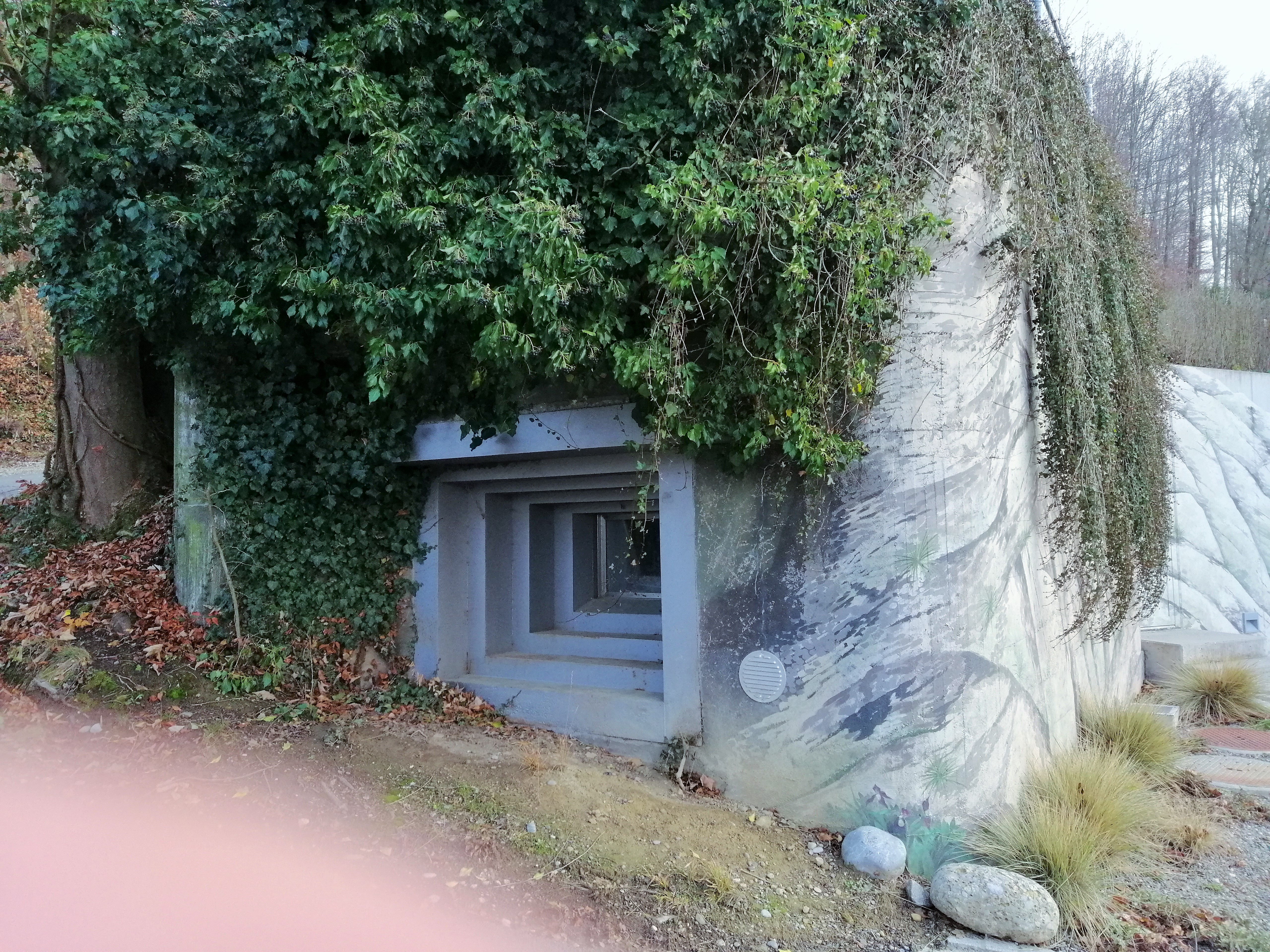
Mg-Bunker «Julia»
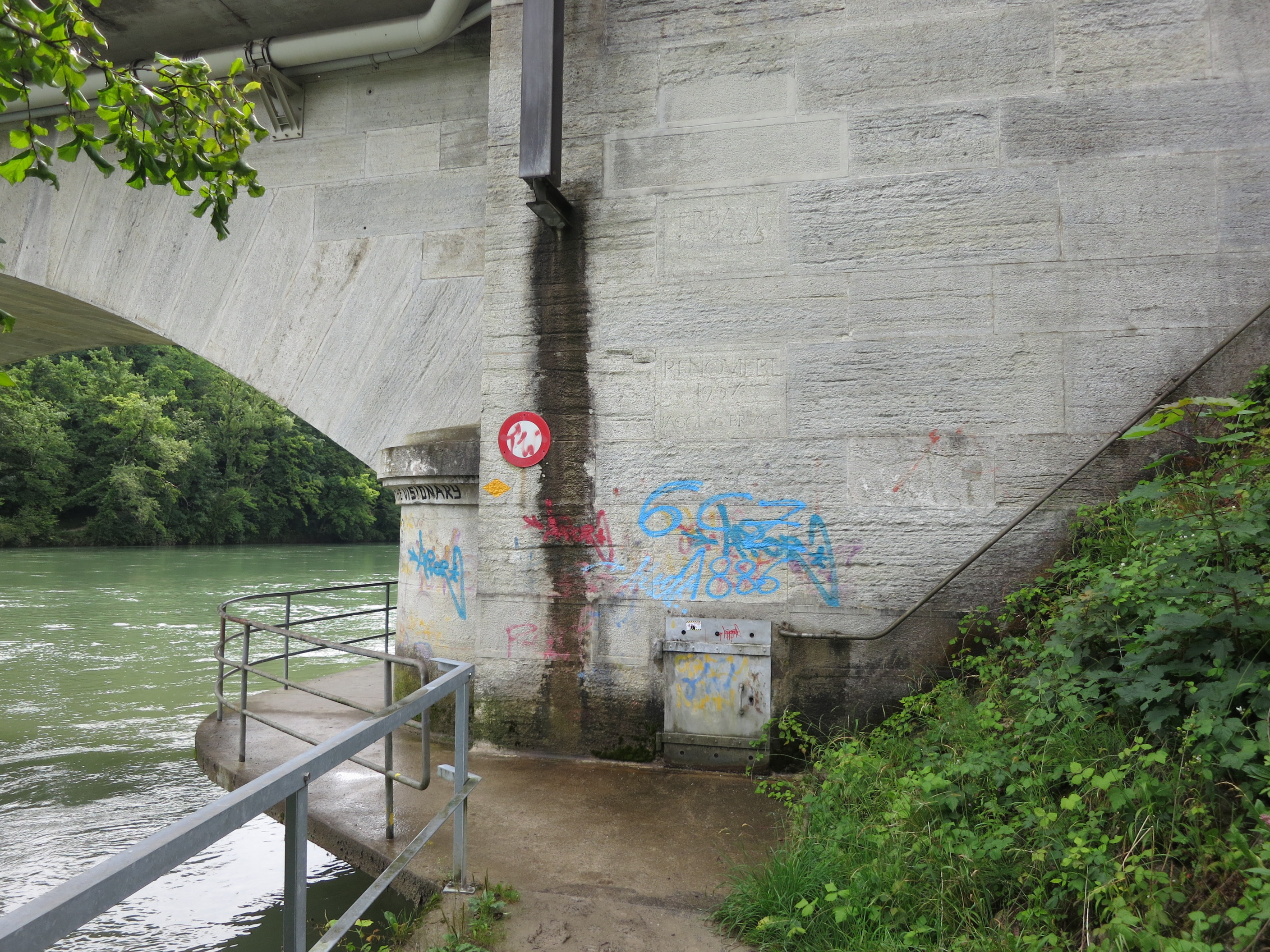
Sprengobjekt Eisenbahnbrücke Reuss
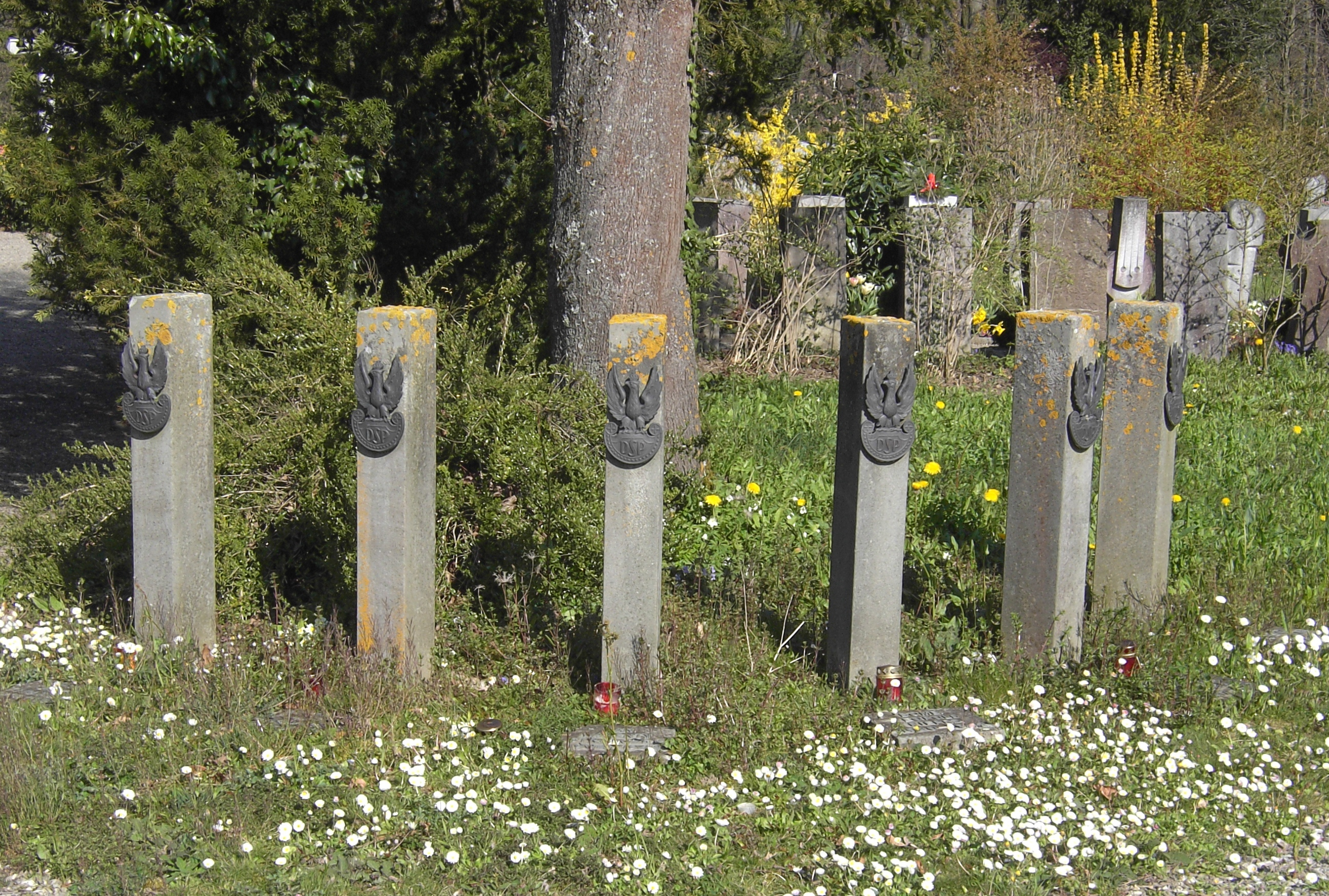
Polnische Soldatengräber

## Sperrstelle Baden
Die Sperrstelle im Raum Baden war Teil der Hauptverteidigungslinie der Limmatstellung. Die Teilsperren im mittleren Abschnitt der 8. Division hatten den Auftrag einen Vorstoss und Aufstieg auf das Plateau des Gebenstorfer Horns verhindern.
Truppen der 8. Division bauten 1939/40 entlang des bewaldeten Abhangs oberhalb der Limmat (Kappelerhof)  und im Eichtal (Münzlishausen) Waffenstände, Beobachter, einen Mannschaftsunterstand und eine Tanksperre. 1941 befestigten sie das Engnis der Hauptstrasse Brugg–Baden westlich des Kappelerhofs mit einem Geländepanzerhindernis.
Die Sperrstelle Baden-Münzlishausen gilt als Sperrstelle von nationaler Bedeutung.

### Teilsperre Flueholz
- Infanteriebunker Martinsberg Ost A 4065 ⊙
- Infanteriebunker Martinsberg West Österliwald A 4066 ⊙
- Infanteriewerk/Artilleriebeobachter/Bat KP Flueholz A 4068: West  ⊙
- Infanteriewerk/Artilleriebeobachter/Bat KP Flueholz A 4068: Süd  ⊙
- Infanteriewerk/Artilleriebeobachter/Bat KP Flueholz A 4068: Ost  ⊙
- Unterstand Hägelerstrasse A 4070 ⊙
- Lmg-Stand A 4071 ⊙
- Lmg-Stand Obere Ruschenbach A 4072 ⊙
- Feldstellung Ost bei A 4072  ⊙
- Feldstellung West bei A 4072  ⊙
- Feldstellung ohne A-Nummer ⊙
- Lmg-Stand Obere Ruschenbach A 4073 ⊙
- Infanteriebunker Im Schlipf A 4074 ⊙
- Lmg-Stand Unterrauschenbach A 4075 ⊙

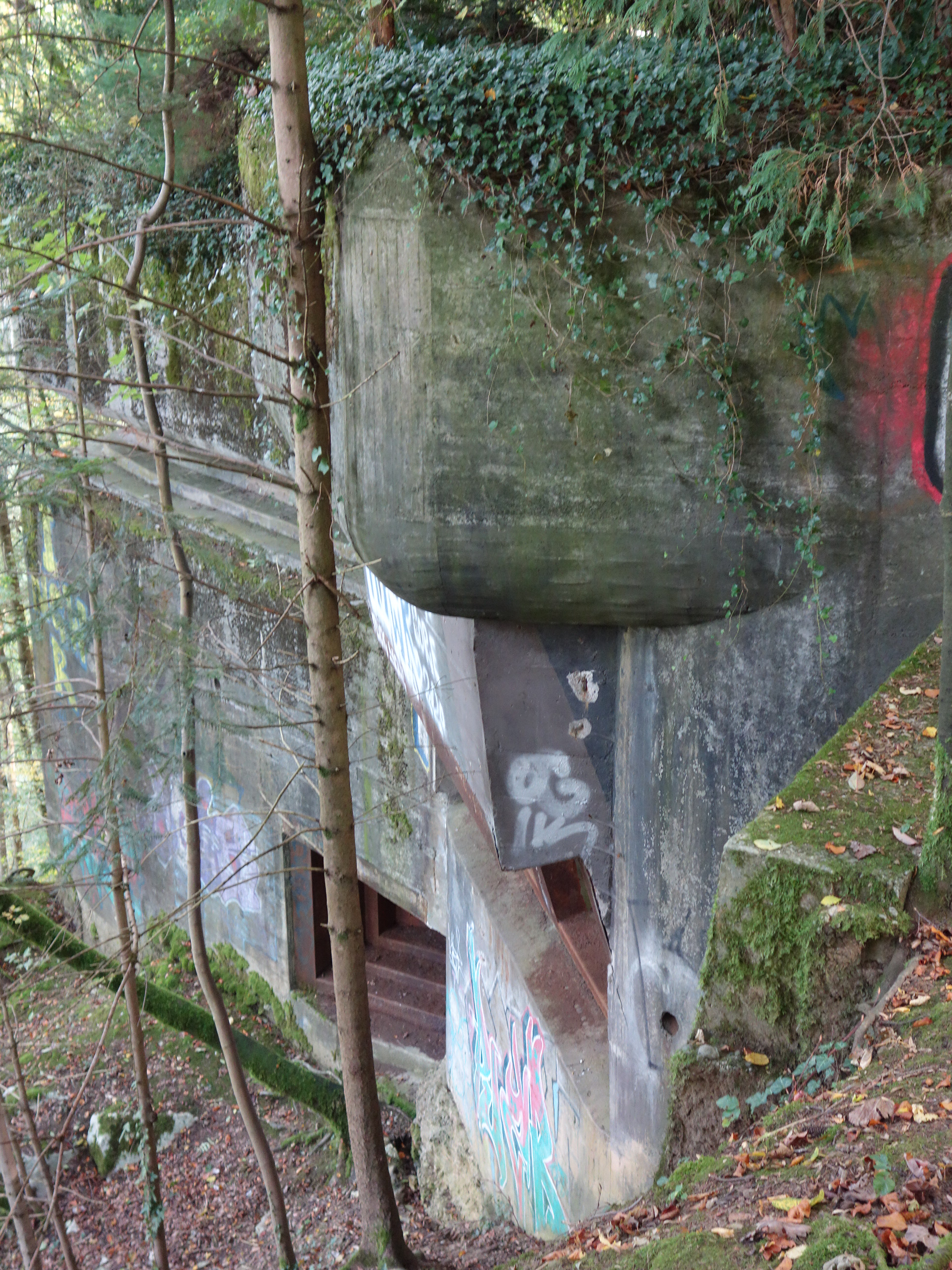
Infanteriewerk/Artilleriebeobachter/Bat KP Flueholz Süd A 4068
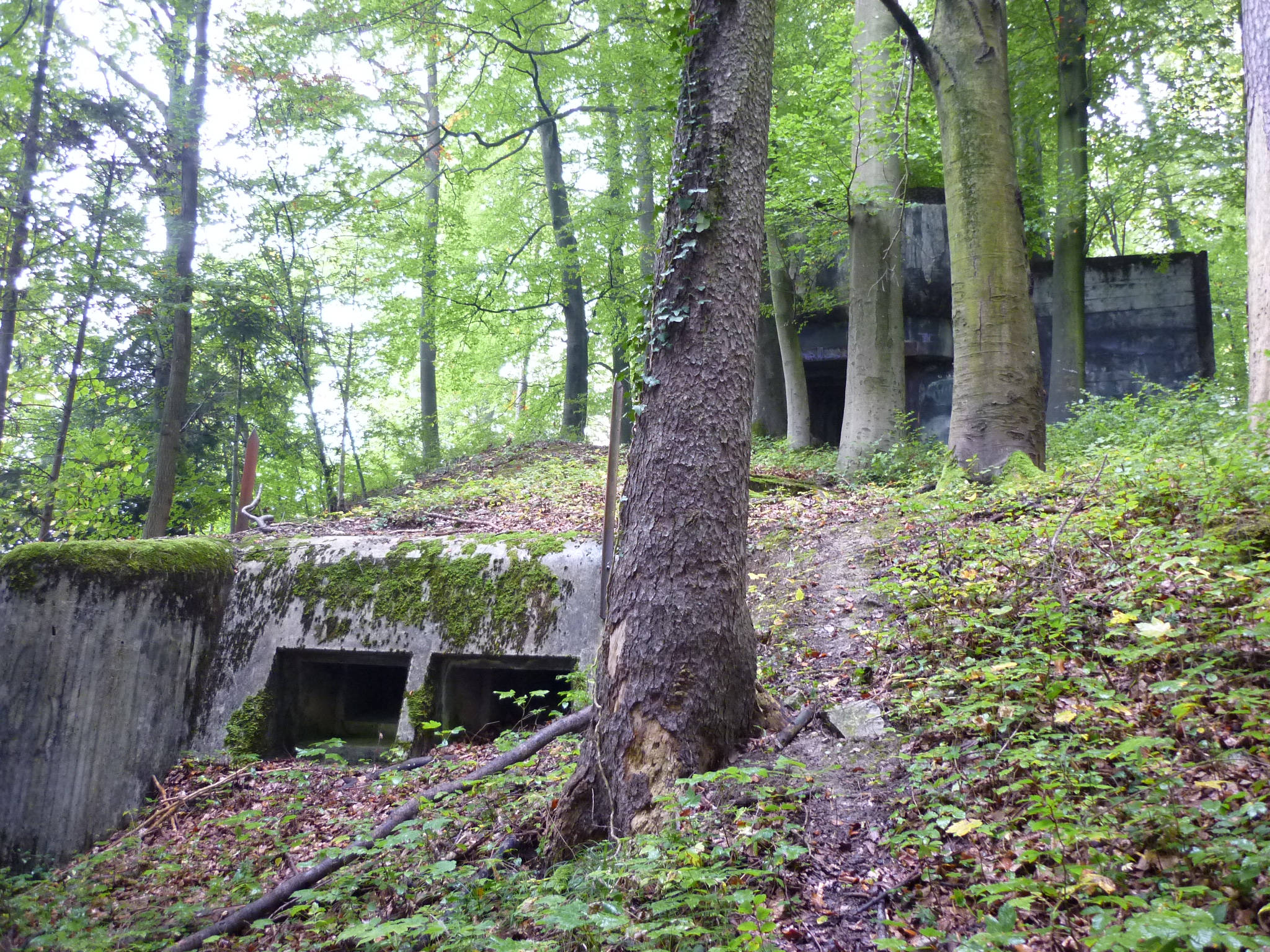
Bunker West A 4068
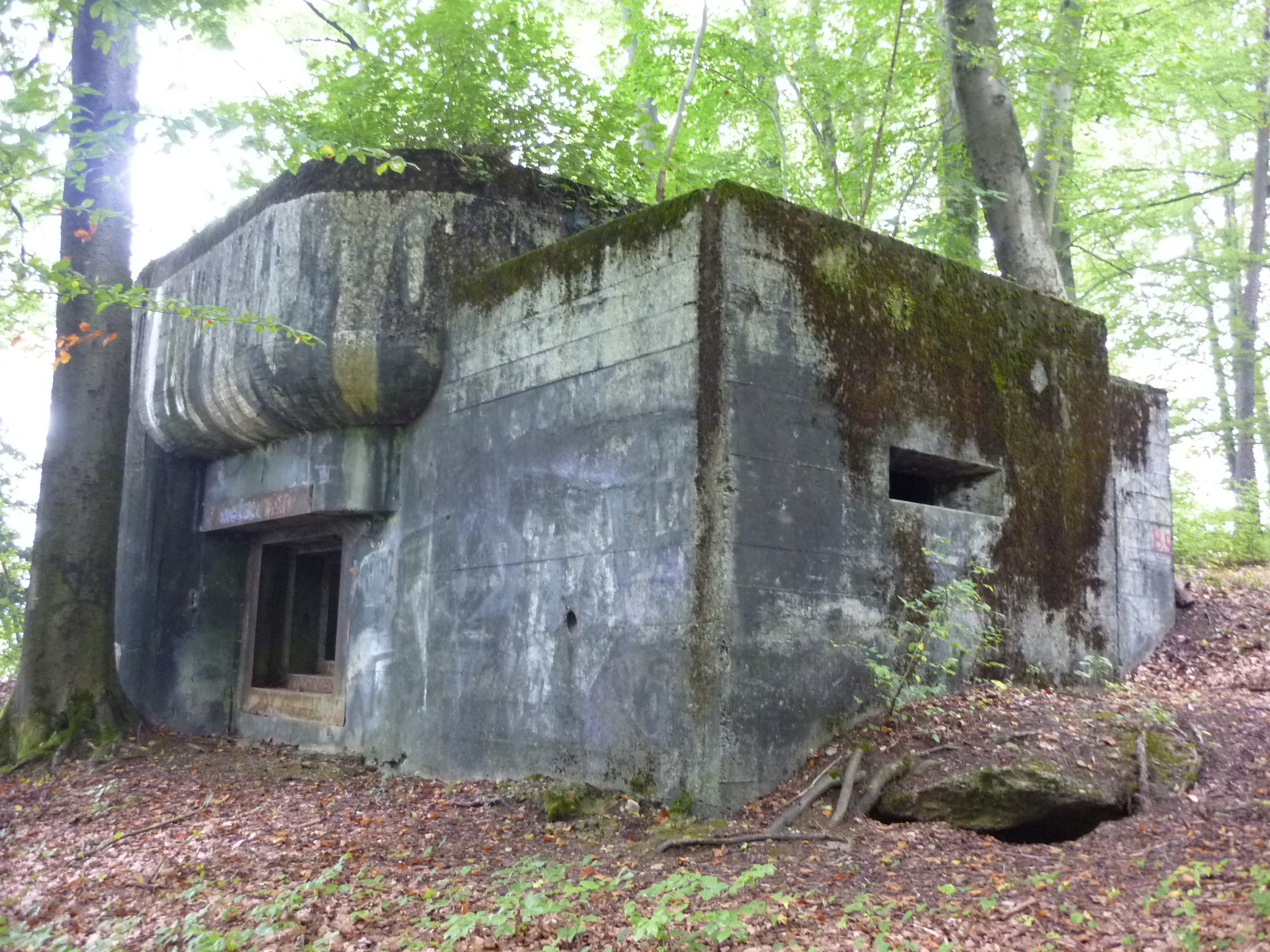
Bunker West A 4068
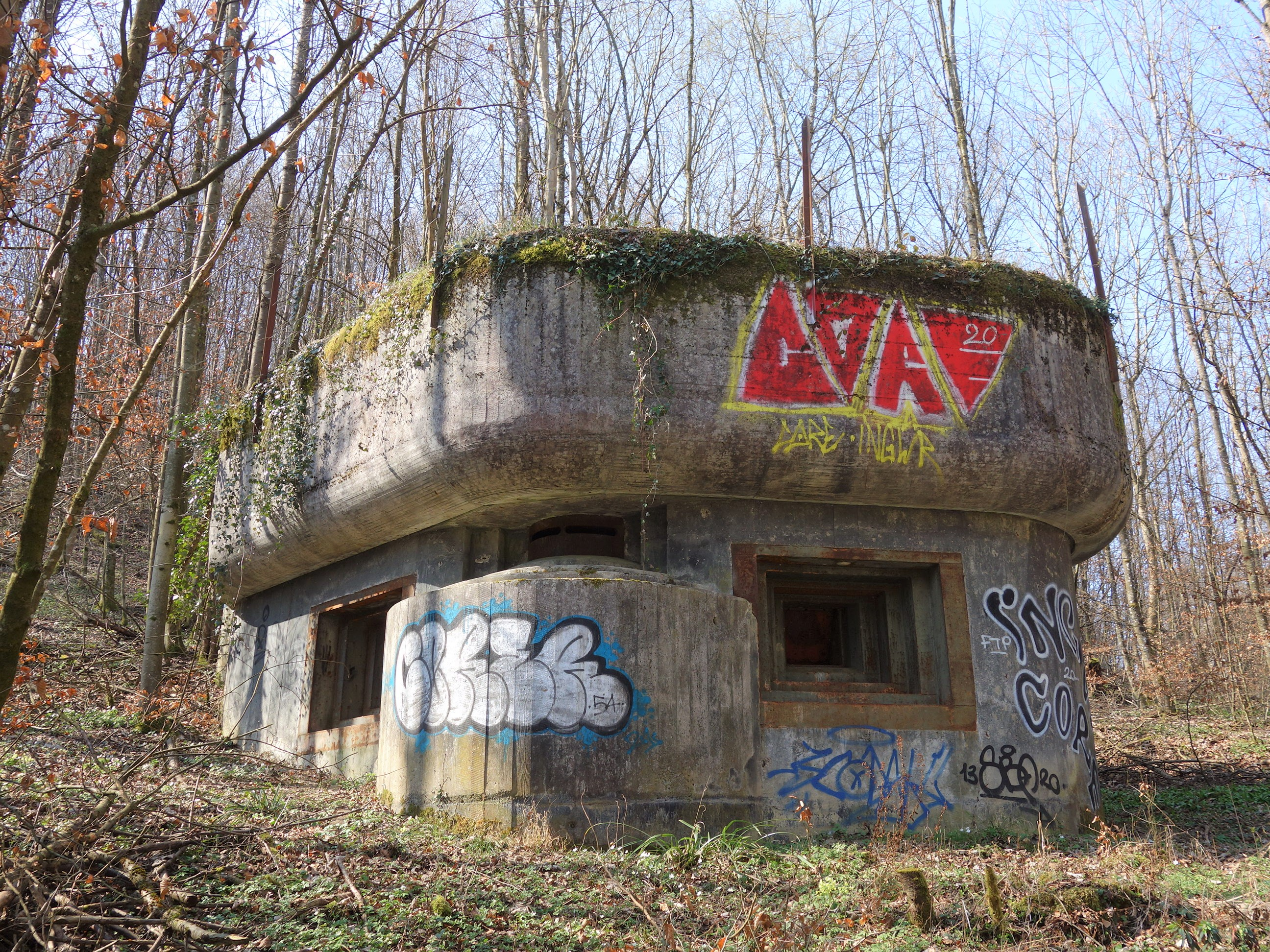
Bunker Ost A 4068

### Teilsperre Eichtal
- Pak-Garage Eichtal A 4060 ⊙
- Infanteriebunker Eichtal A 4061 ⊙
- Infanteriebunker Eichtal A 4062 ⊙
- Pak-Garage Eichtal A 4064 ⊙
- Beobachter Eichtal/Allmend A 4063 zwei Kuppeln ⊙

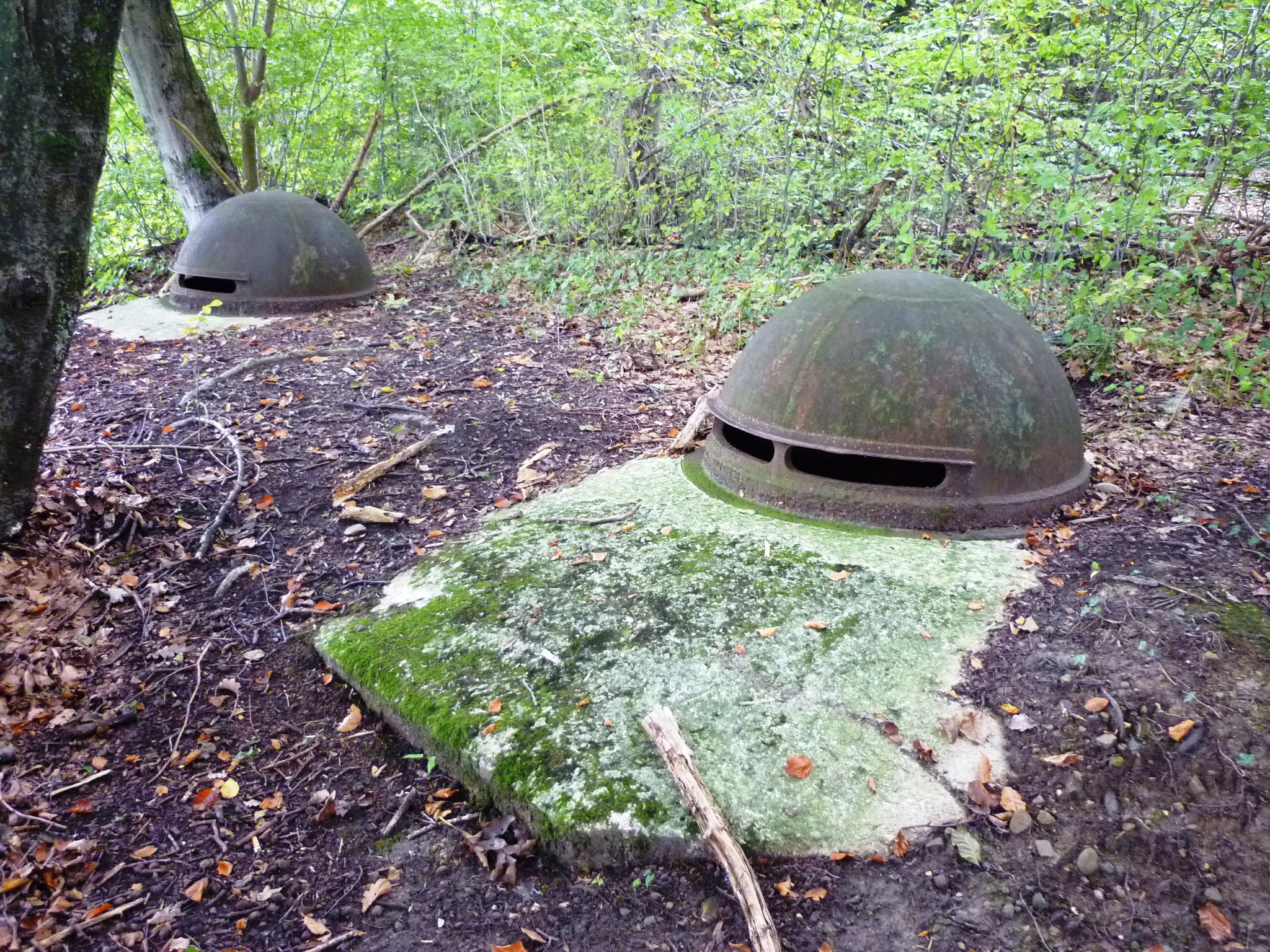
Beobachter Münzlishausen A 4063
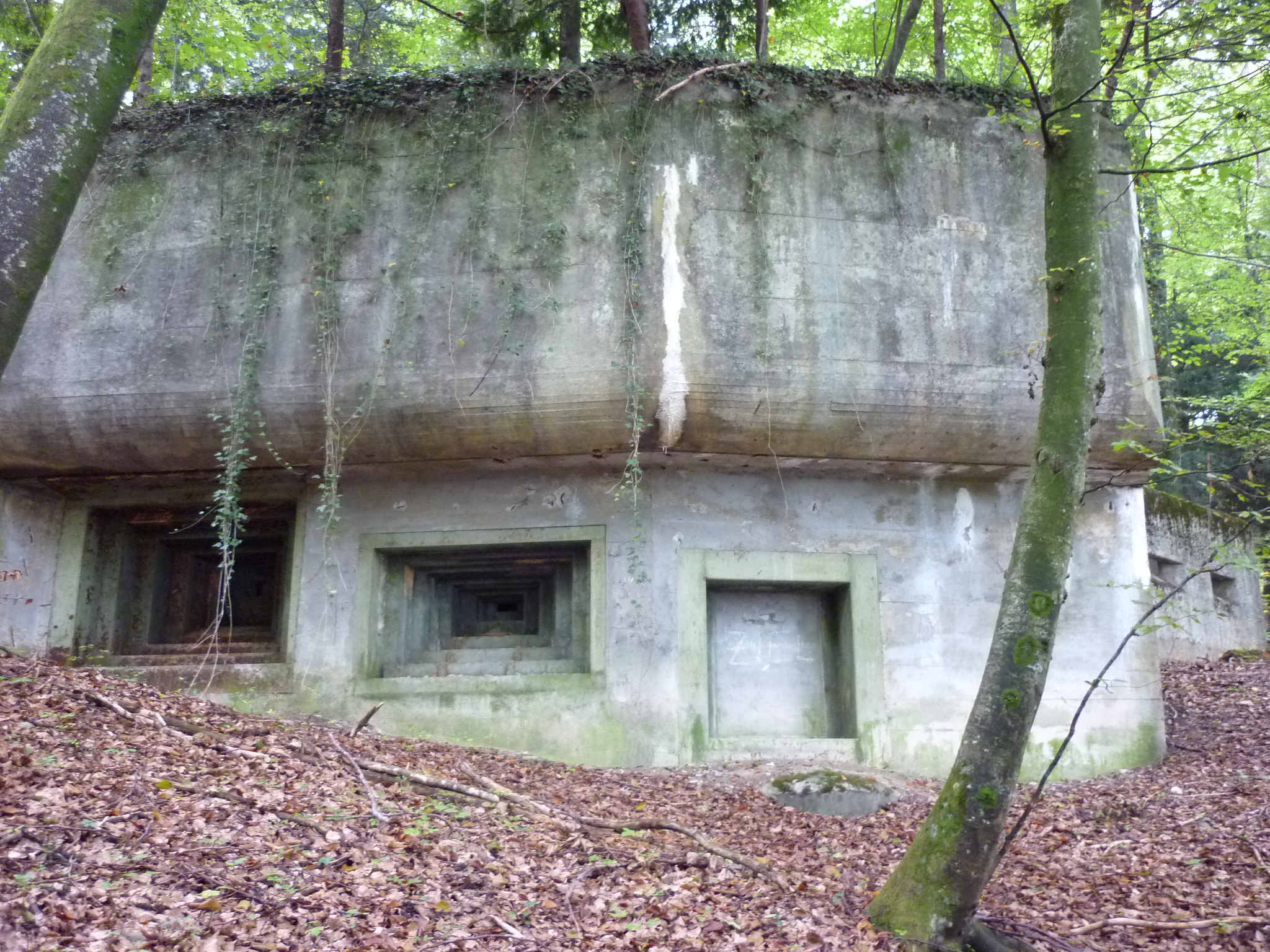
Infanteriebunker Eichtal A 4062
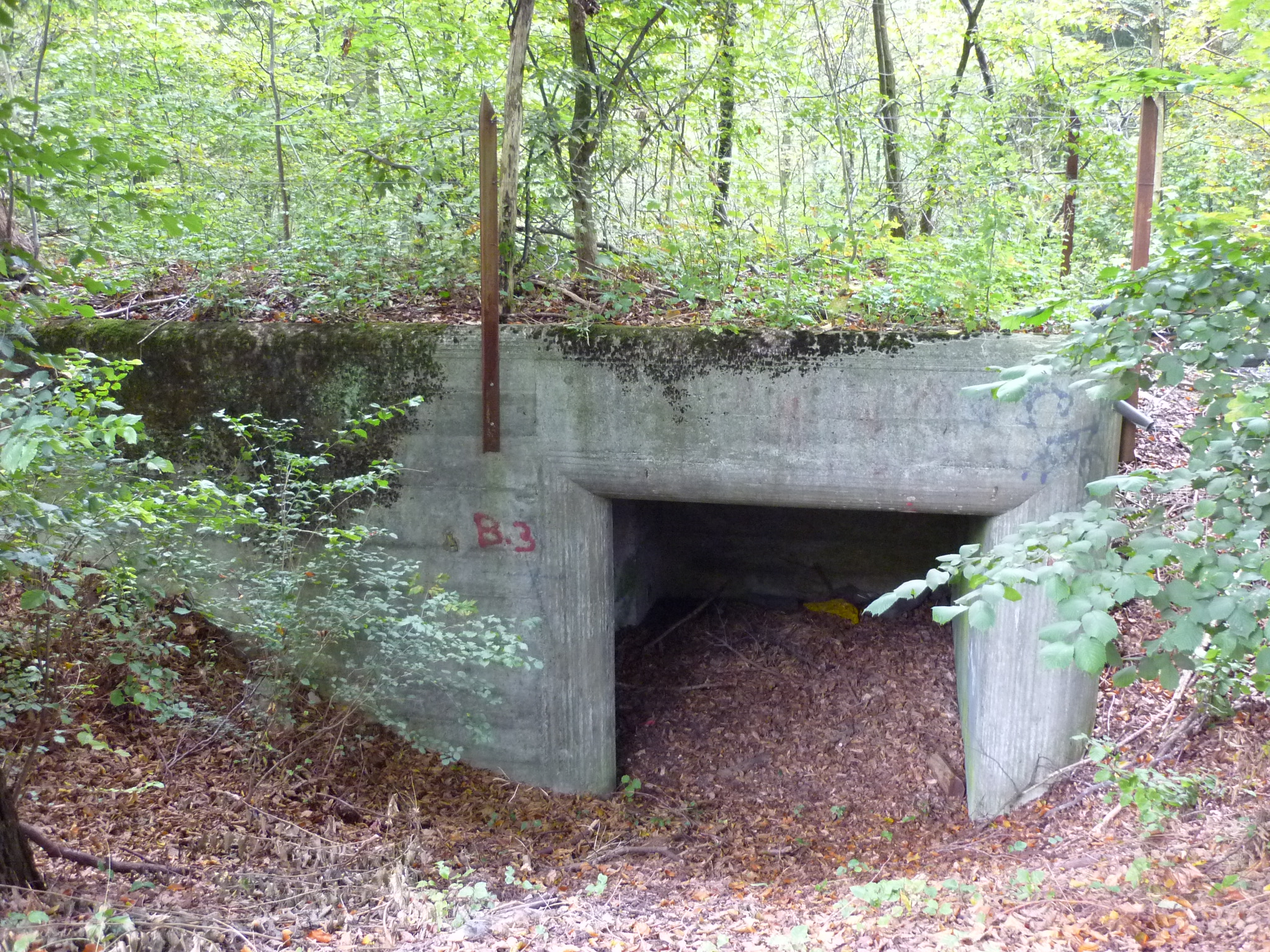
Ik/Pak-Garage Eichtal A 4064
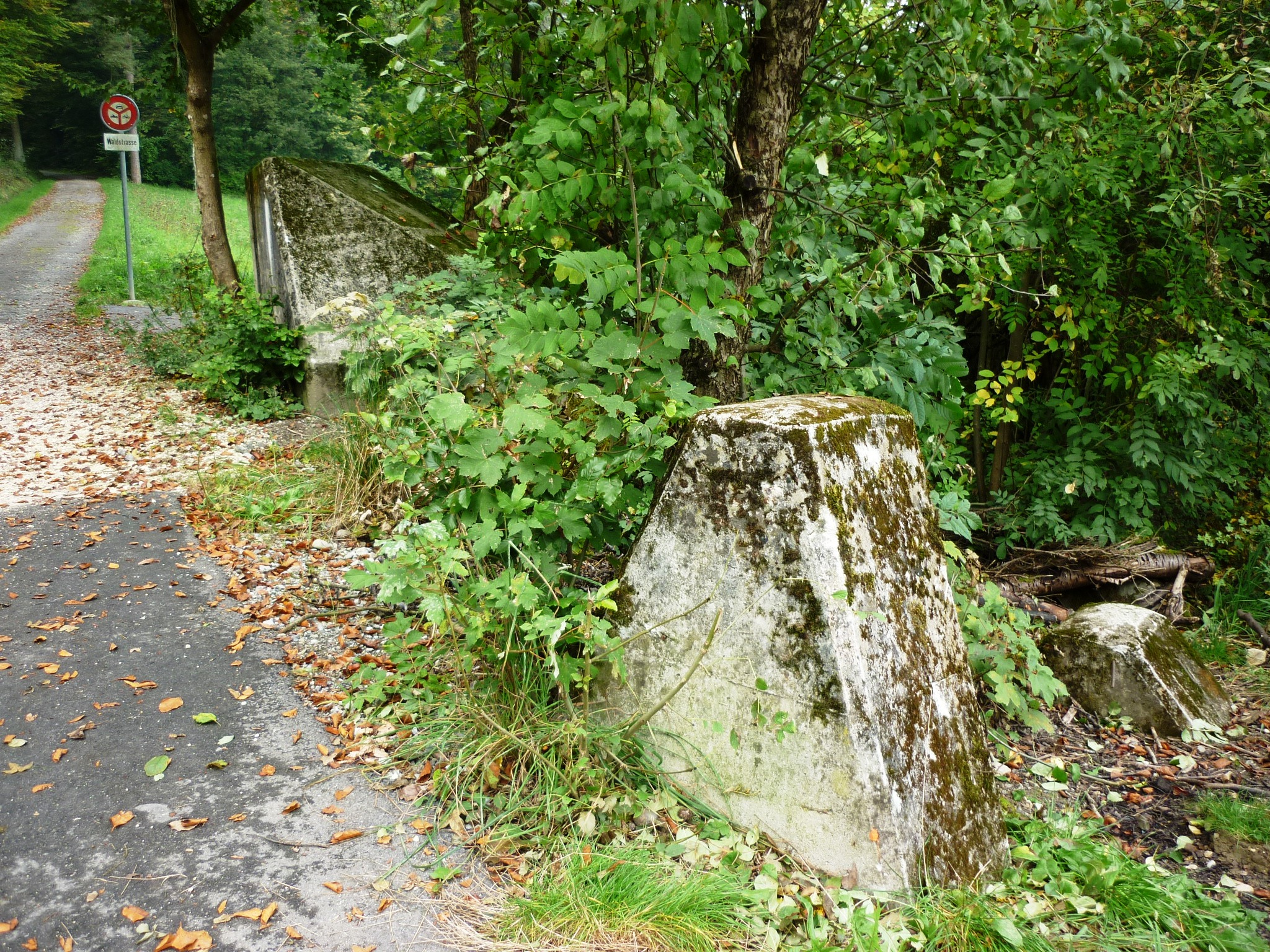
GPH Baden Eichtal T 2045

### Teilsperre Meierhof
- Infanteriebunker Hertenstein A 4019 (1990 abgebrochen) ⊙
- Infanteriebunker Hertenstein A 4020 (1990 abgebrochen) ⊙
- GPH Hertenstein ⊙
- Ik-Garage Meierhof A 4033 ⊙
- Unterstand Meierhof A 4034 ⊙
- Unterstand Ziegelhütte A 4035 ⊙
- Beobachter Meierhof  (Kehlstrasse) A 4038 zwei Kuppeln  ⊙
- Beobachter Rotholz A 4042 drei Kuppeln ⊙
- Pak-Garage Weiherhau A 4043 ⊙
- Unterstand Weiherhau A 4044 ⊙
- Unterstand Kreuzliberg A 4045 ⊙

## Sperrstelle Dättwil Neuenhof
Das Zürcher Gebirgsinfanterieregiment 37 hatte im rechten Abschnitt der 8. Division die Übergänge (inklusive befahrbare Waldwege) vom Limmattal ins Reusstal zwischen Baden und Oberrohrdorf zu sperren. Am südlich der Limmat liegenden Vorderhang wurden verbunkerte Waffenstände für Maschinengewehre und Infanteriekanonen sowie ein durchgehendes Drahthindernis erstellt.
- Infanteriebunker Spittelau Ik, Mg, Beob, 18 Mann, 8 ⊙
- Infanteriebunker Spittelau 9  ⊙
- Infanteriebunker Spittelau Dättwil: zwei Mg, 12 Mann, 10 ⊙
- Infanteriebunker Spittelau 11 ⊙
- Betonschild Infanteriewaffen Spittelau 12  ⊙
- Infanteriebunker Spittelau 13  ⊙
- Infanteriebunker Spittelau 14  ⊙
- Infanteriebunker Spittelau 15  ⊙
- Betonunterstand Spittelau 16 ⊙
- Infanteriebunker Spittelau zwei Mg 17 ⊙
- Infanteriebunker Spittelau 18  ⊙
- Infanteriebunker Stockrain Neuenhof 2  ⊙
- Infanteriebunker Stockrain Neuenhof 3  ⊙
- Infanteriebunker Stockrain Neuenhof 4  ⊙
- Infanteriebunker Stockrain Neuenhof 5 ⊙
- Infanteriebunker Stockrain Neuenhof 6  ⊙
- Infanteriebunker Stockrain Neuenhof 7  ⊙
- Beobachter Rüsler Neuenhof ⊙

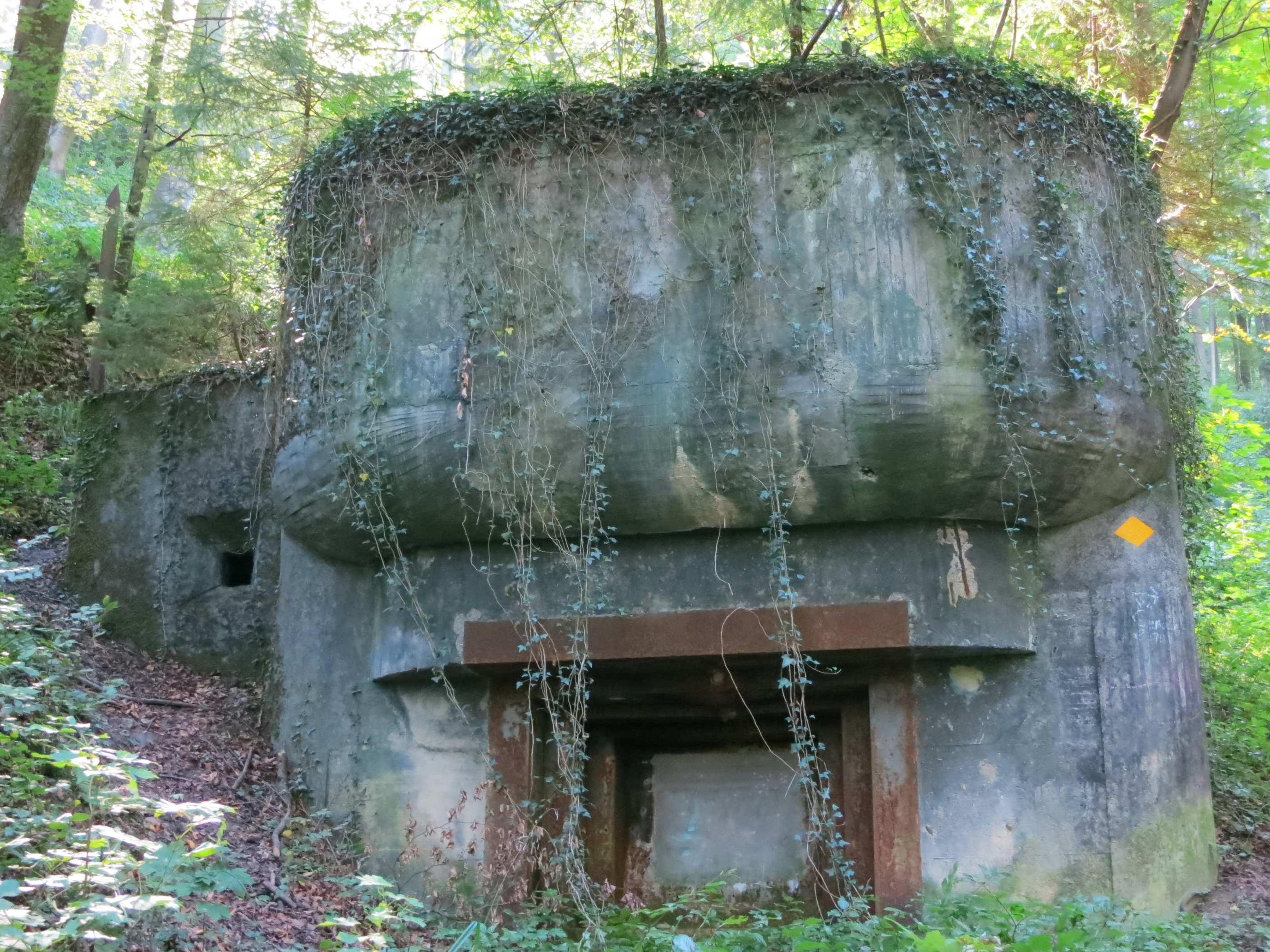
Maschinengewehrbunker Stockrain, Neuenhof AG
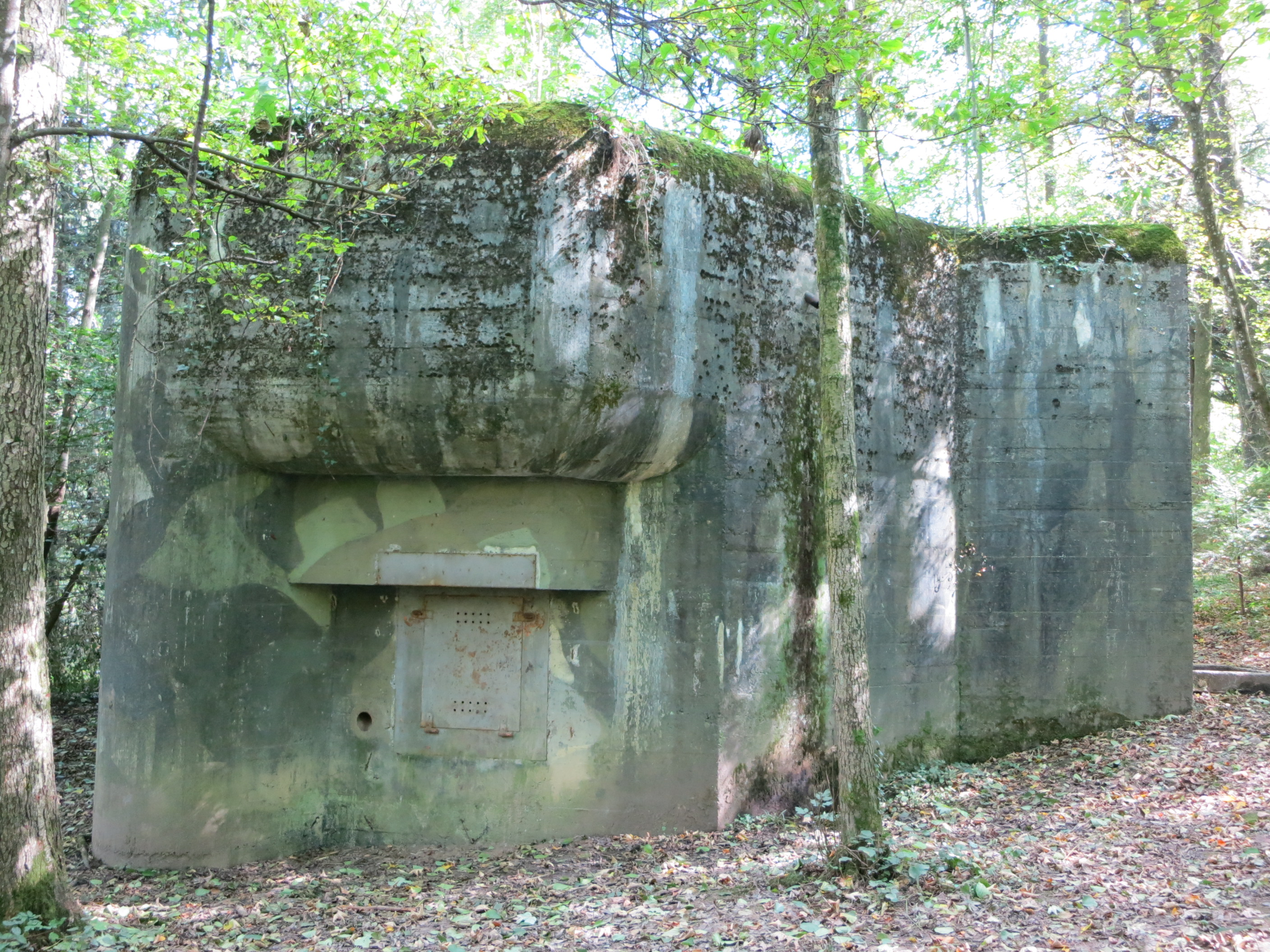
Bunker Spittelau für zwei Maschinengewehre und 12 Mann Besatzung, Dättwil AG
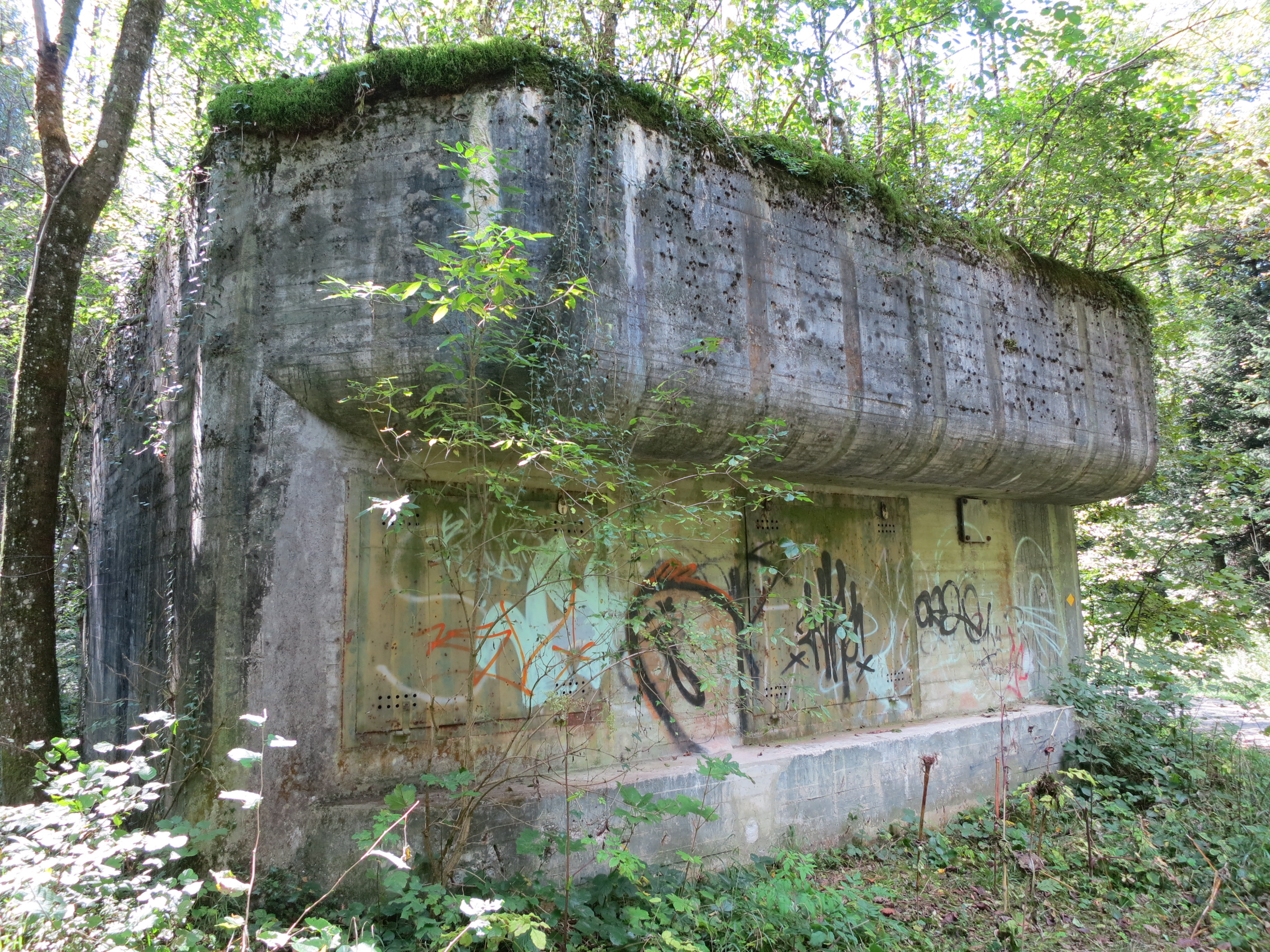
Bunker Spittelau für Infanteriekanone, Maschinengewehr, Beobachter und 18 Mann Besatzung
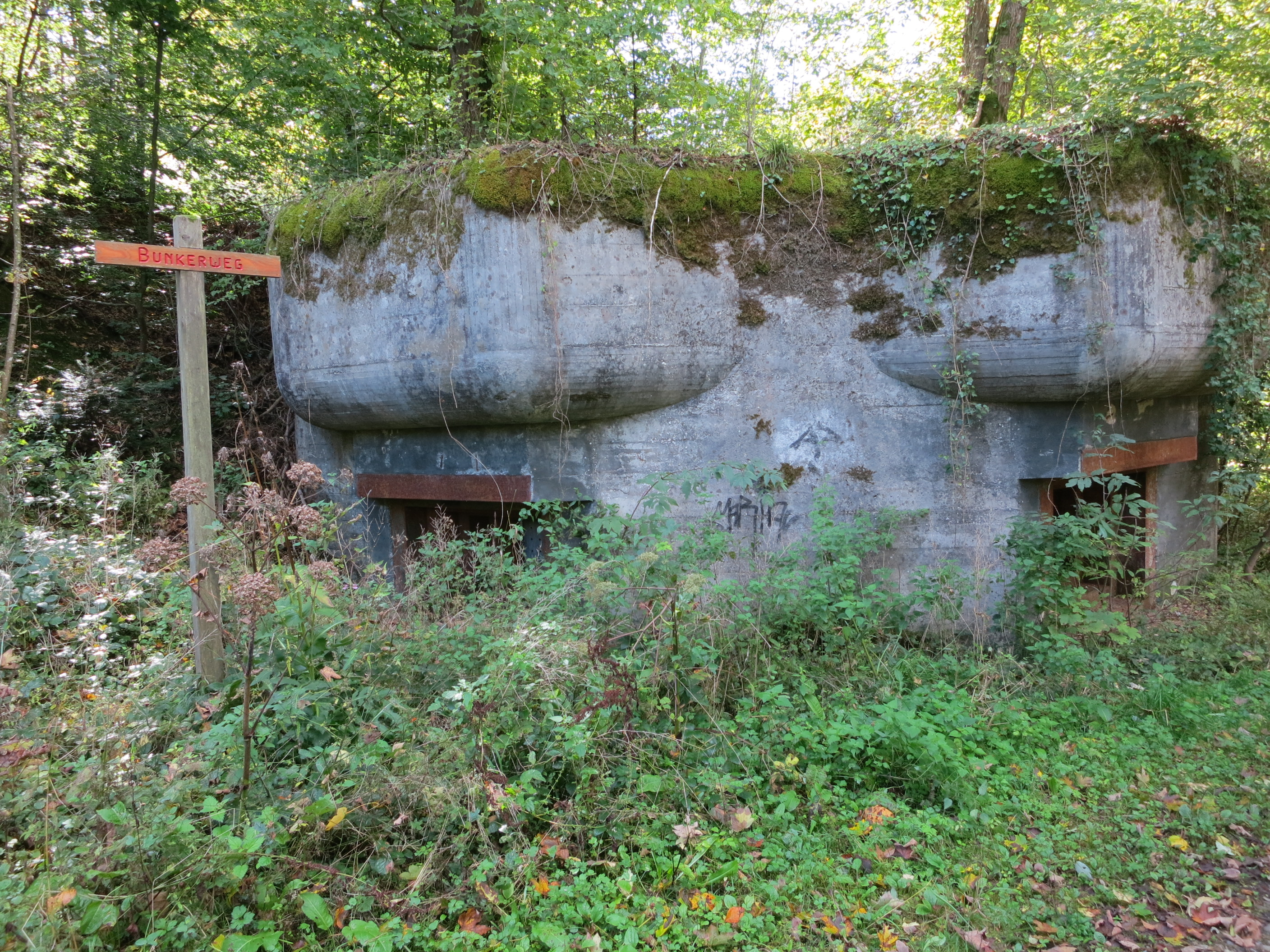
Bunker Spittelau für zwei Maschinengewehre